# Boceto

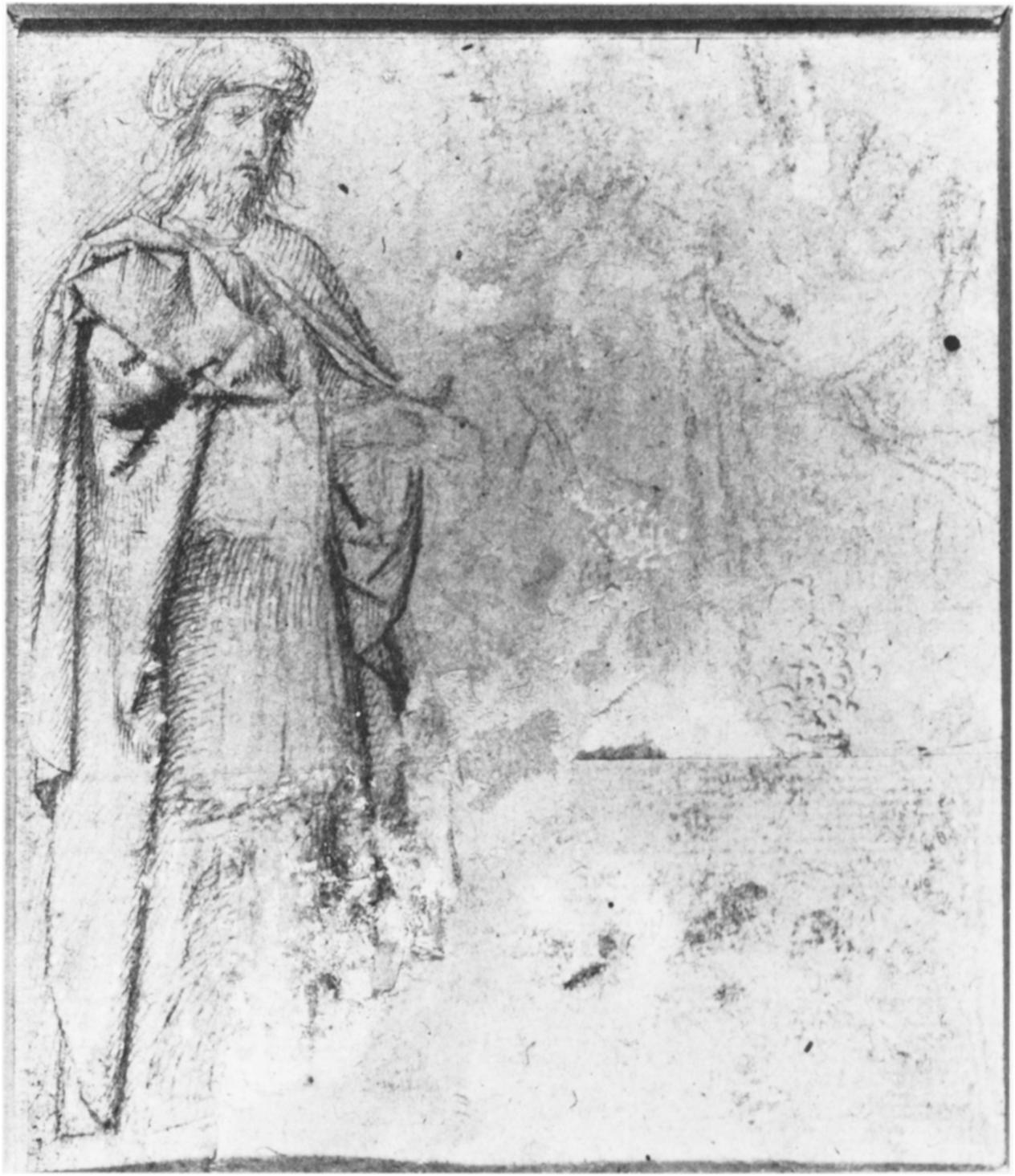
Boceto preparatorio para La justicia de Cambises, de Gerard David, 1498.

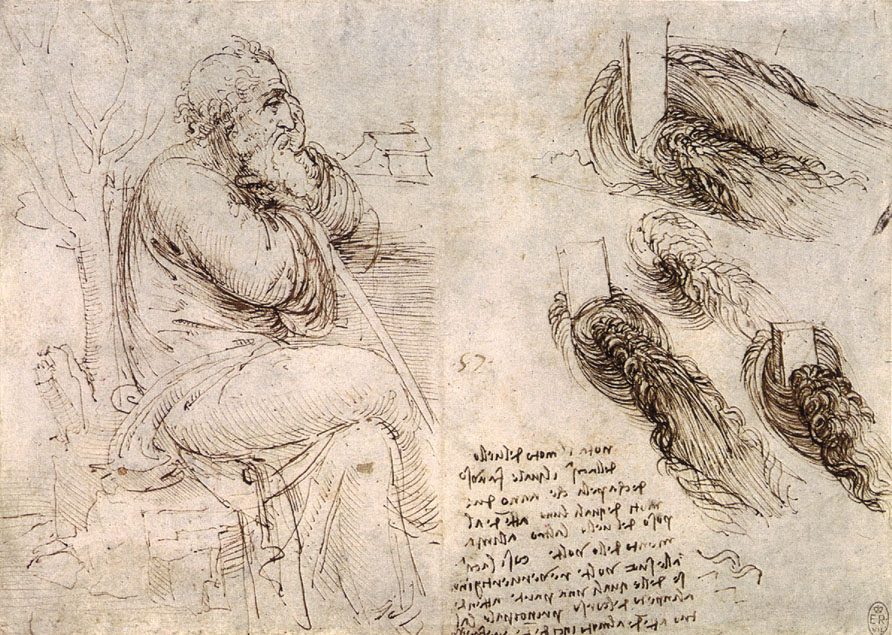
Página de uno de los "cuadernos" de Leonardo da Vinci (colecciones de papeles sueltos donde el artista trazaba bocetos, apuntes, estudios y toda clase de anotaciones sobre artes y ciencias, encuadernadas tras su muerte).

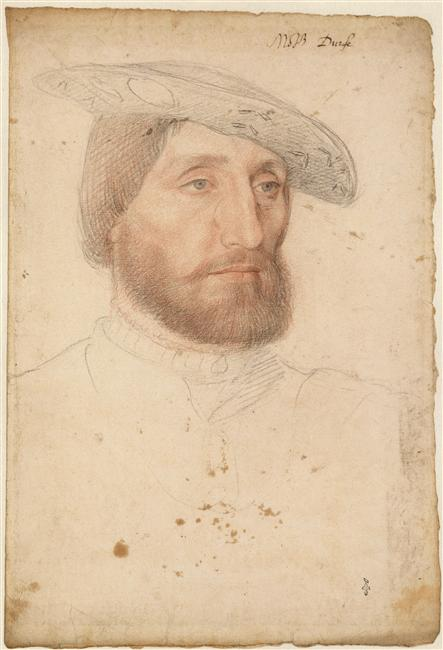
Retrato de Claude d'Urfé. Boceto al carboncillo y sanguina de la escuela de Jean Clouet ca. 1540.

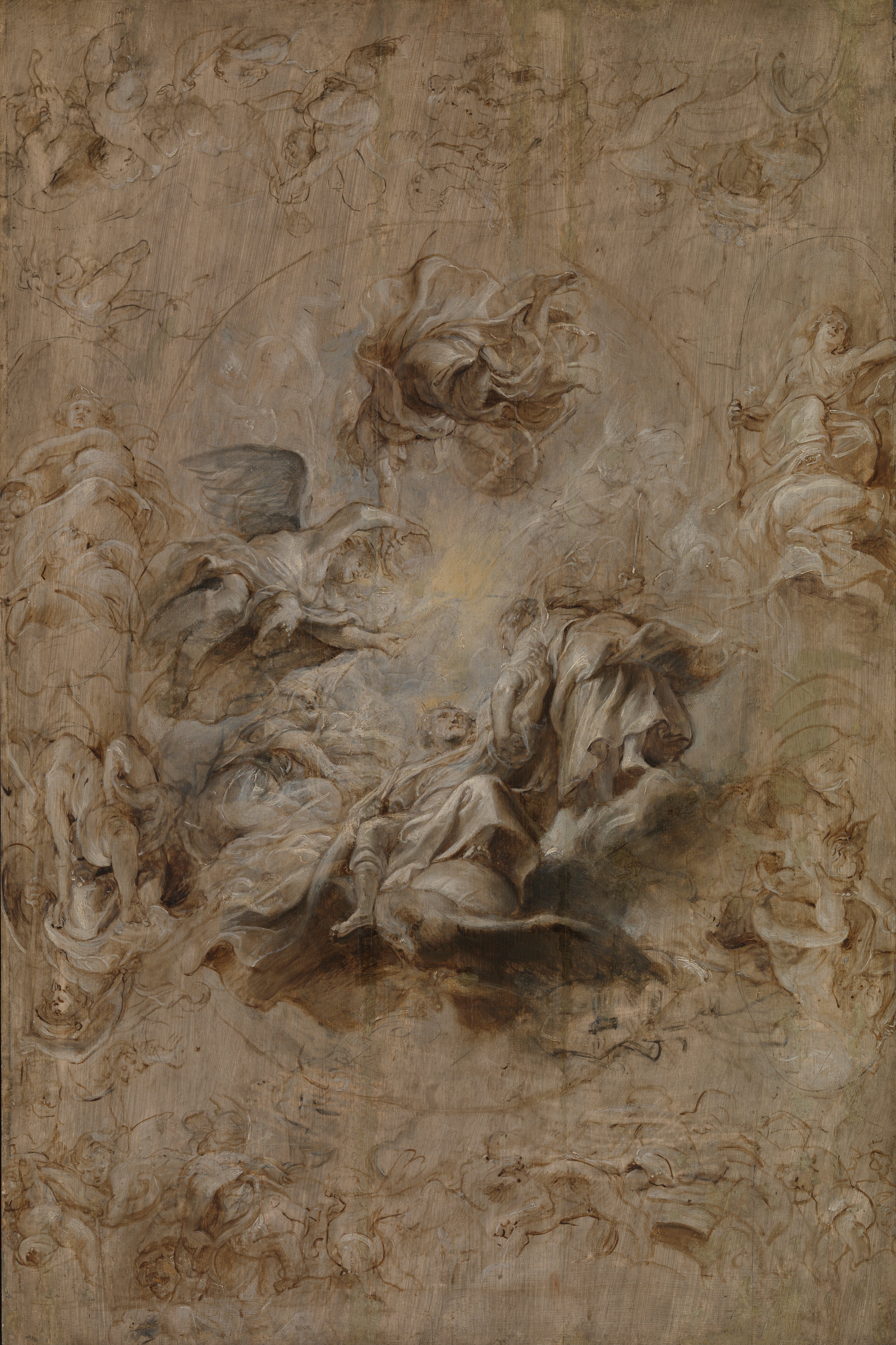
Boceto para el techo del Banqueting House, de Rubens, ca. 1629.

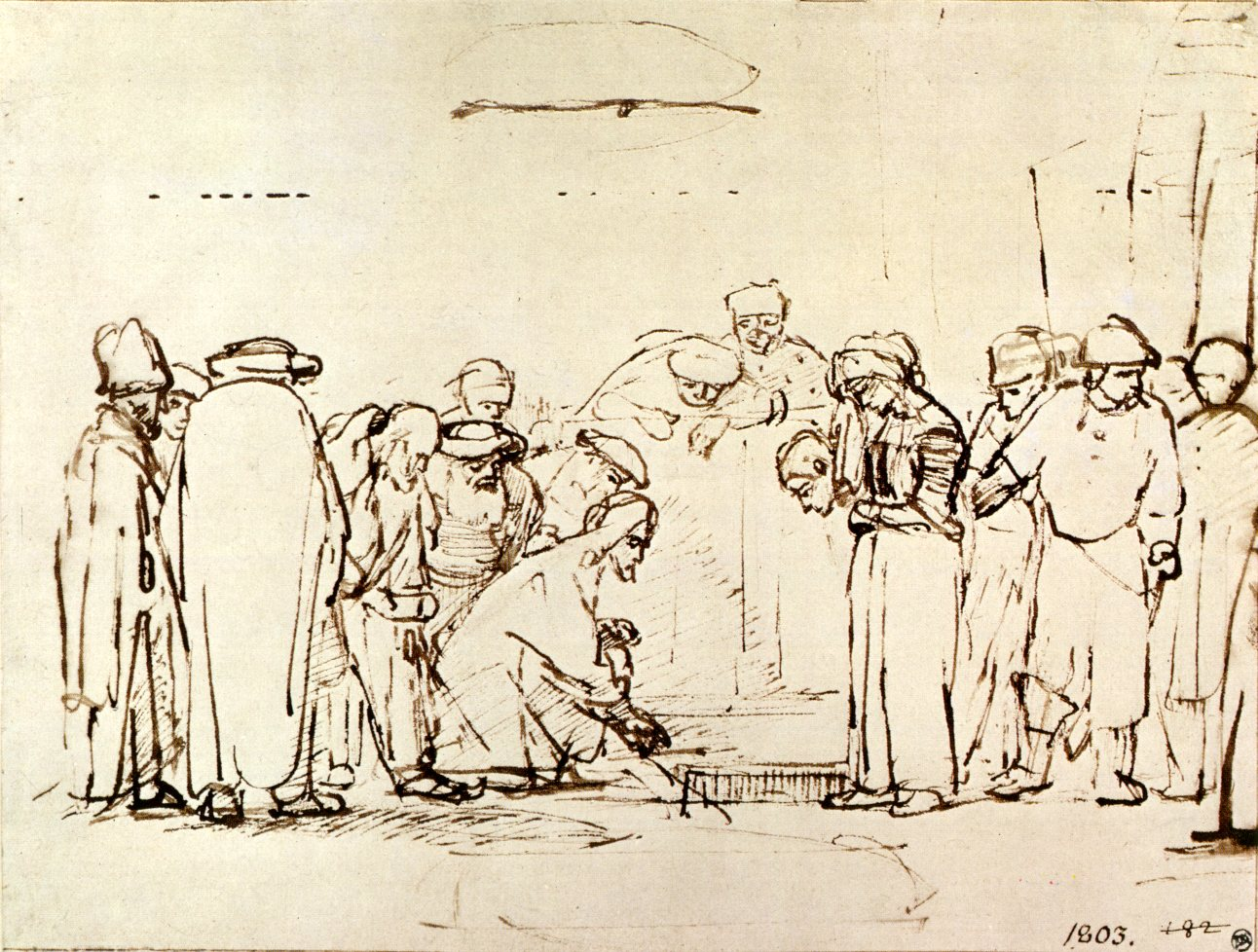
Jesús y la adúltera, boceto de la composición de figuras de Rembrandt.

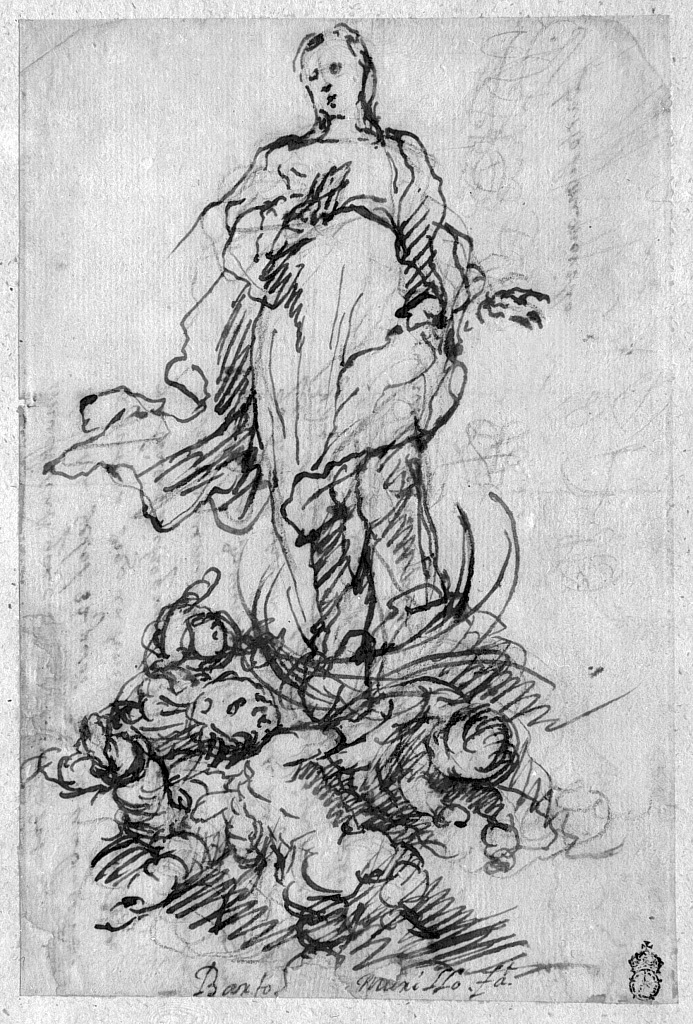
Inmaculada, boceto de Murillo.

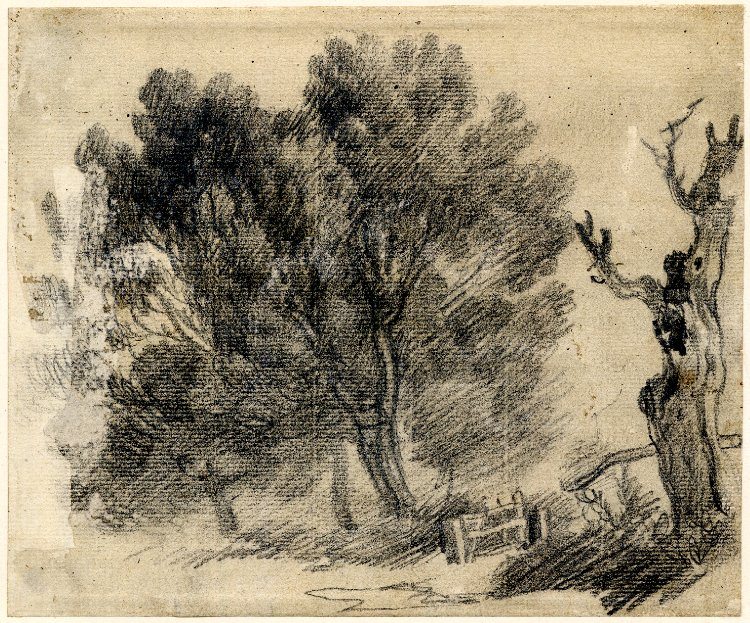
Boceto al carboncillo de sauces de Thomas Gainsborough.

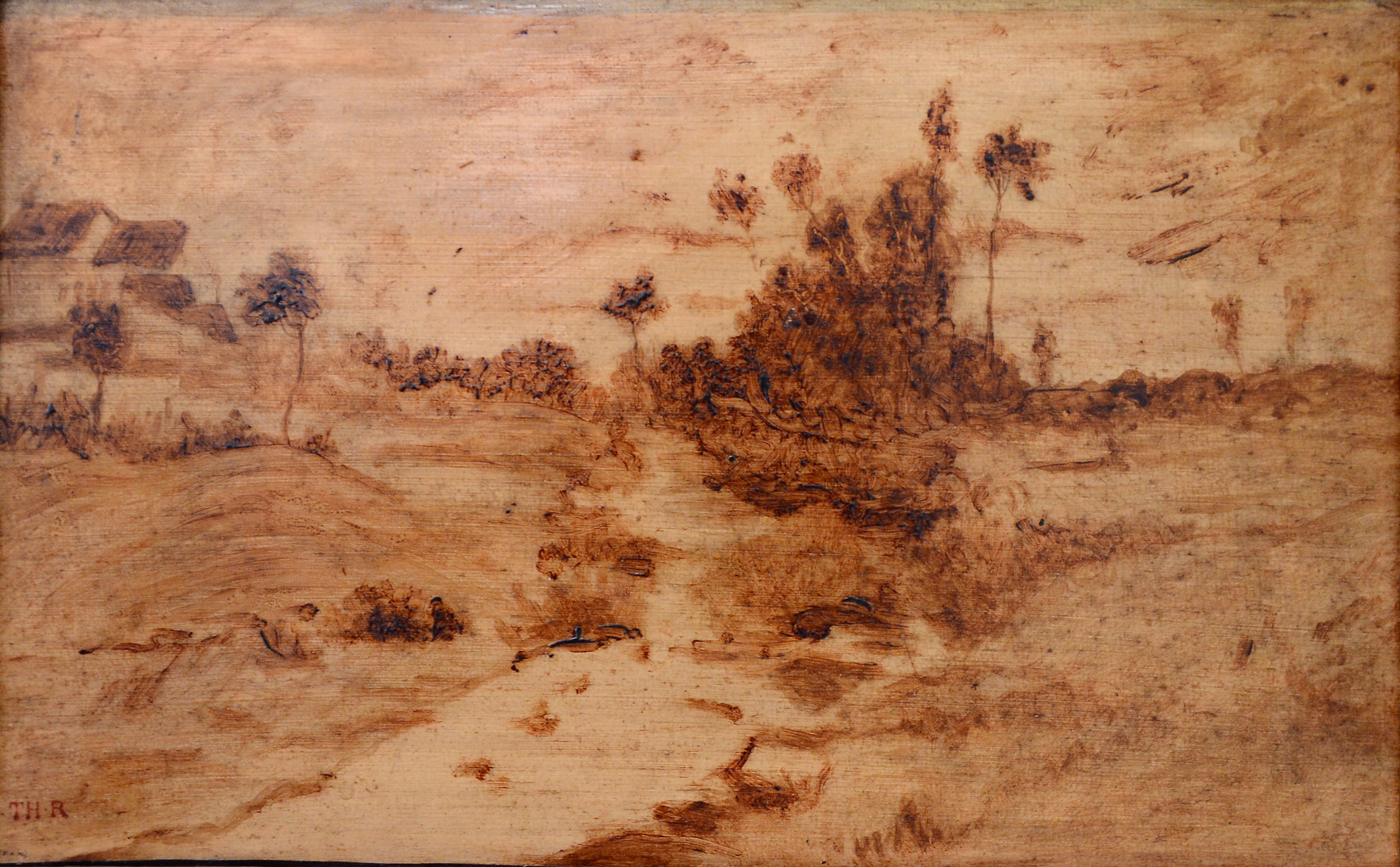
Esbozo de paisaje, de Théodore Rousseau, 1830.

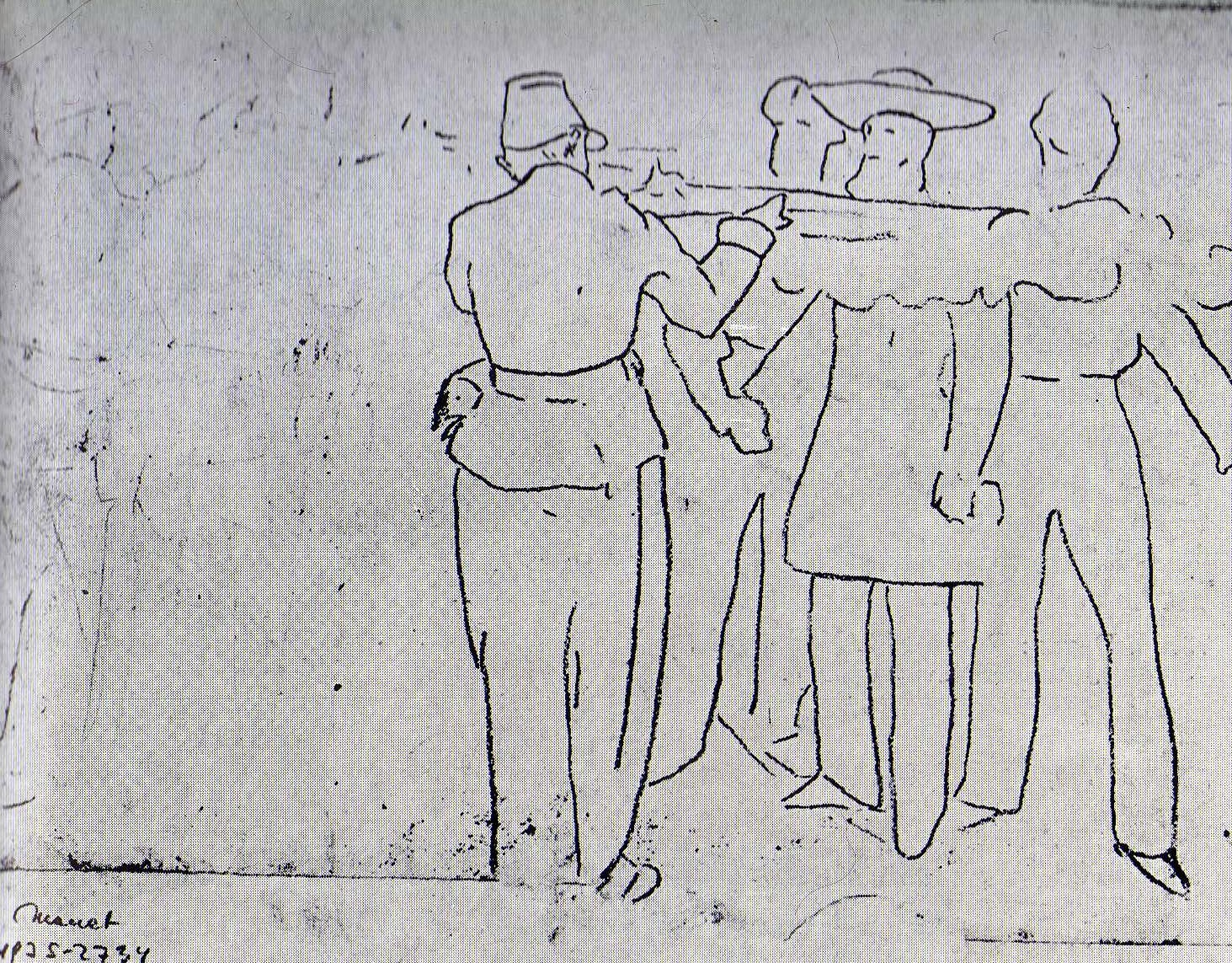
Boceto para El fusilamiento de Maximiliano, de Manet, 1867.

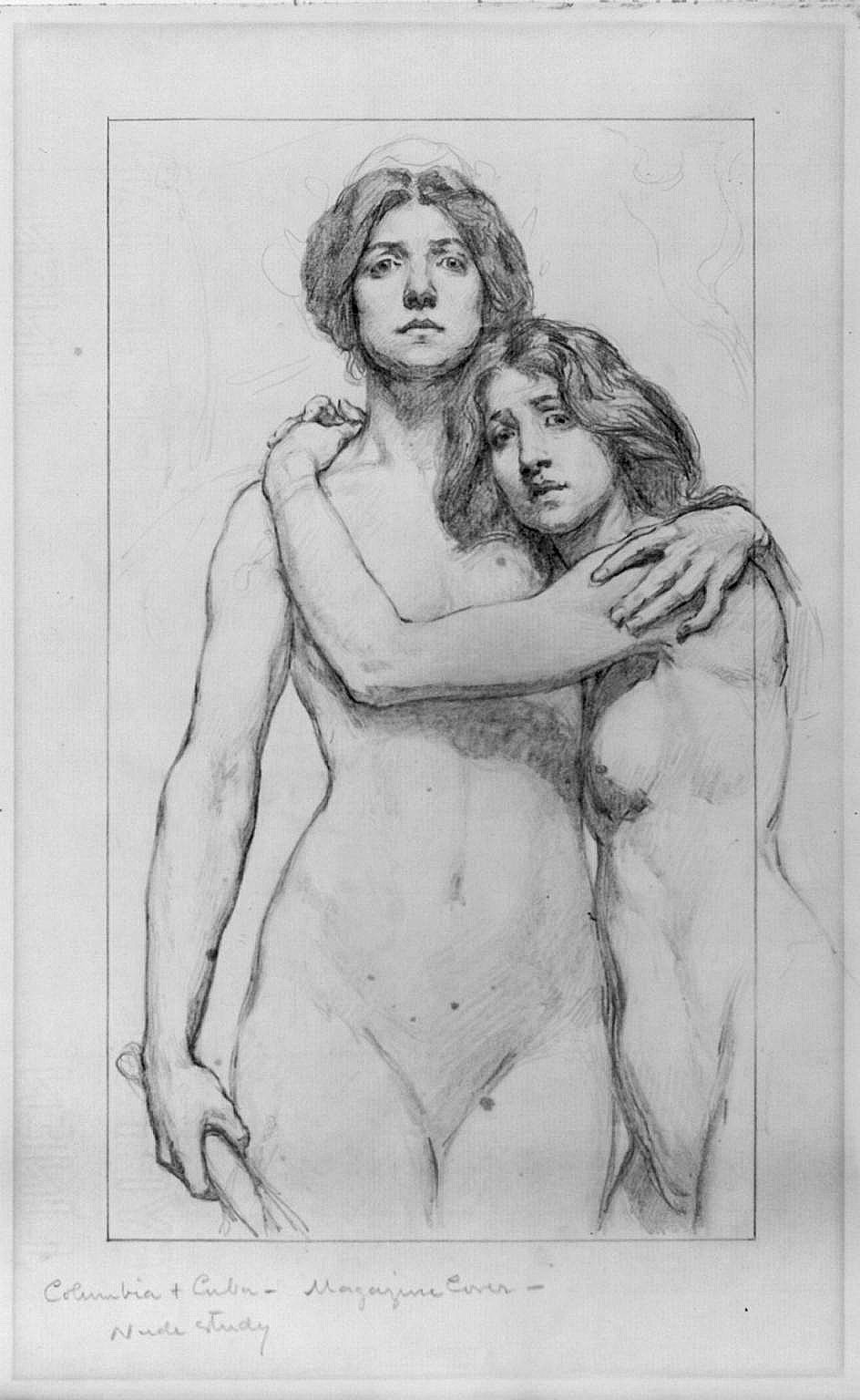
Boceto para Columbia y Cuba, de Kenyon Cox, 1898.

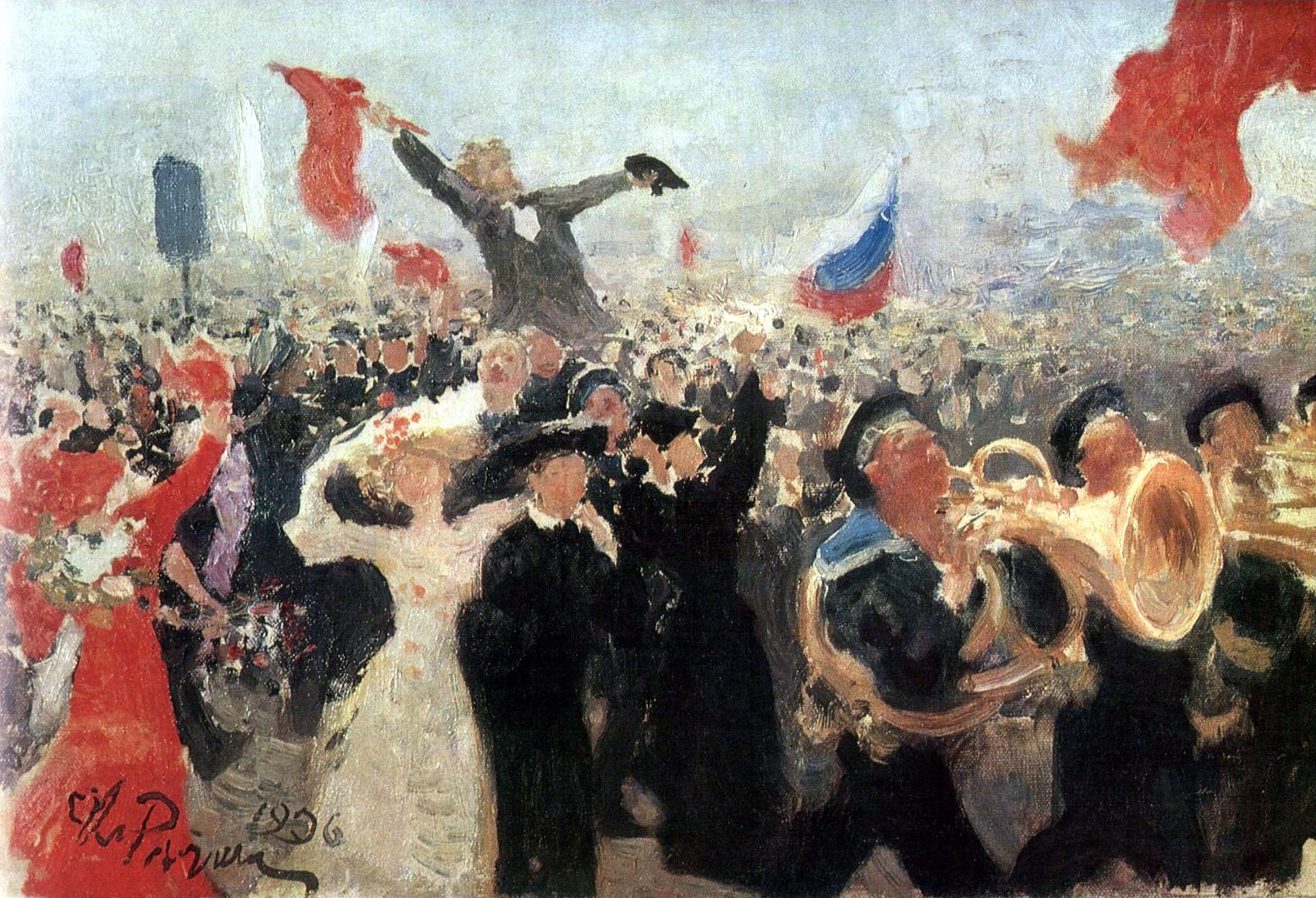
Boceto al óleo para Manifestación del 17 de octubre de 1905, de Iliá Repin, 1906.

En la pintura, los términos boceto (del italiano bozzetto), esbozo (del italiano sbozzare), bosquejo (de bosque), borrador (de borrar) y apunte (de punto o punta) se usan para designar al proyecto, las pruebas o la traza primera que se realiza previamente a la obra definitiva. En un boceto los contornos y los detalles no están definidos, sino insinuados de forma esquemática (abocetados, esbozados o bosquejados). Aunque se puede señalar algún matiz diferencial entre "boceto" y "esbozo", no hay en el uso general una estricta diferencia conceptual entre cualquiera de estos términos, ni entre sí ni con otros como "croquis" y "estudio", o con el muy poco usado "esquicio", que se suele usar directamente con la palabra italiana, francesa o inglesa schizzo, esquisse o sketch (esta última también designa a una escena cómica breve).
Se utiliza la expresión estilo abocetado para designar al de los pintores cuya obra, solo aparentemente, tiene un aspecto de ejecución "fácil", "rápida" y "no terminada" ("imperfecta" -non finito o "estética de lo inacabado"-), con predominio de la gestualidad y la pincelada suelta, también llamada "impresionista". En oposición, las obras en las que el pintor insiste en un acabado pulcro o pulido (fini, "terminado", "perfecto") de los detalles se suelen calificar como de ejecución "academicista" o "preciosista" (cuando no pompier o kitsch, términos peyorativos).

## Funciones y técnicas. Bocetos en otras artes
Los bocetos cumplen diversas funciones. Pueden ser, como "estudios" o "apuntes", dibujos más o menos detallados que plasmen formas concebidas por la imaginación del artista, o reproduzcan (con mayor o menor fidelidad o alteración al modelo -arte figurativo, realismo en el arte, copia, reproducción, réplica, falsificación-) formas de la naturaleza o de otras obras de arte con el fin de estudiar su estructura o composición, independientemente de que con posterioridad se realicen en otras obras o queden tal cual; mientras que, como "esbozos" o "bosquejos", pueden ser el primer trazado de puntos, líneas y manchas que constituye la base inicial de la superficie pictórica.
Un boceto puede estar ejecutado a mano alzada sobre papel, utilizando instrumentos de dibujo básicos (como la pluma o el lápiz y la goma de borrar), generalmente sin instrumentos de dibujo auxiliares; ser un apunte rápido de lo que luego llegará a ser un dibujo definido o la obra de arte final en sí; o plantearse como una primera aproximación o "ataque" de la obra ya planteada, pero aún no totalmente definida, que se realiza ya con materia pictórica usando pinceles, brochas o espátulas. A pesar de lo rudimentario que se supone a la traza de un boceto o esbozo, la habilidad del pintor o dibujante le puede permitir aprovechar todo tipo de recursos compositivos y usar todo tipo de técnicas visuales, como el color, la luz y la sombra, la perspectiva y las vistas ortogonales, etc. Además de los bocetos monocromos (carboncillo, sanguina, sepia, bistre y otras tintas, con o sin aguadas, o con toques de creta -que resaltan por su blancura-), también hay bocetos polícromos que incluyen el color mediante cualquier técnica de pintura, desde los lápices, ceras o tizas de colores hasta la acuarela y el gouache e incluso el temple y el óleo (boceto al óleo). Además del papel, también puede utilizarse para un boceto cualquier otro tipo de soporte pictórico, especialmente si se está acometiendo el esbozo directamente sobre el soporte proyectado para la obra definitiva.
El boceto, en el ámbito de las artes gráficas, no es muy diferente del concepto de borrador de un documento escrito. Permite la realización de un estudio para otro tipo de trabajos, como arquitectura, escultura o pintura mural, anticipándose a complicaciones que puedan surgir al artista en el momento de finalizar un trabajo, o muestran los errores de planteamiento que haya podido tener, y le permiten estudiar los puntos principales o los ejes de sus diseños y creaciones; de modo que tanto arquitectos como escultores tienen en el dibujo sobre superficies bidimensionales un imprescindible elemento para la planificación de su trabajo, particularmente en el planteamiento de las vistas en diferentes planos, planta y alzado de sus creaciones tridimensionales. No obstante, también es muy común la realización de maquetas tridimensionales, que concretan una imagen a escala de la obra proyectada antes de emprender su ejecución.
En escultura se realizan bocetos escultóricos, que también se identifican con la palabra francesa maquette y la italiana plastico.
Ciertas técnicas escultóricas, como la fundición en bronce, exigen el modelado previo de un "modelo" (de dimensiones iguales a la obra proyectada) en arcilla, greda o cera (moldeo a la cera perdida) para la confección de un molde donde se vierta el metal fundido. También es muy común que se realice en algún tipo de pasta de modelar un modelo previo (que sí puede ser realizado a cualquier escala) para servir de boceto o estudio de las futuras tallas en madera o piedra (materiales más caros y arduos de trabajar, y que no son reutilizables en caso de arrepentimiento, error o accidente); pero tales bocetos escultóricos también pueden realizarse a través de la talla o del ensamblaje de cualquier tipo de materiales rígidos más accesibles.

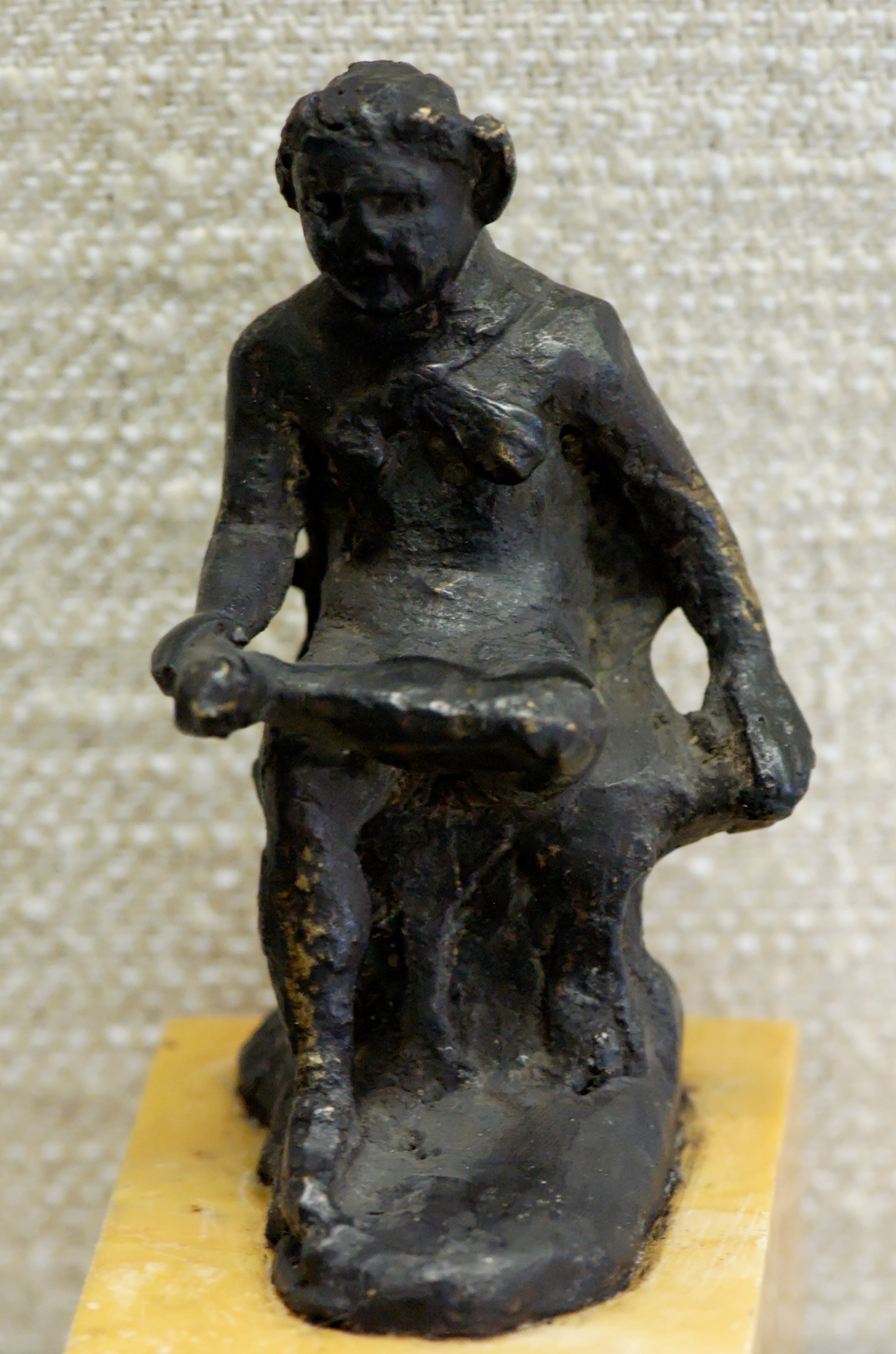
Boceto escultórico, siglo XVII o XVIII.
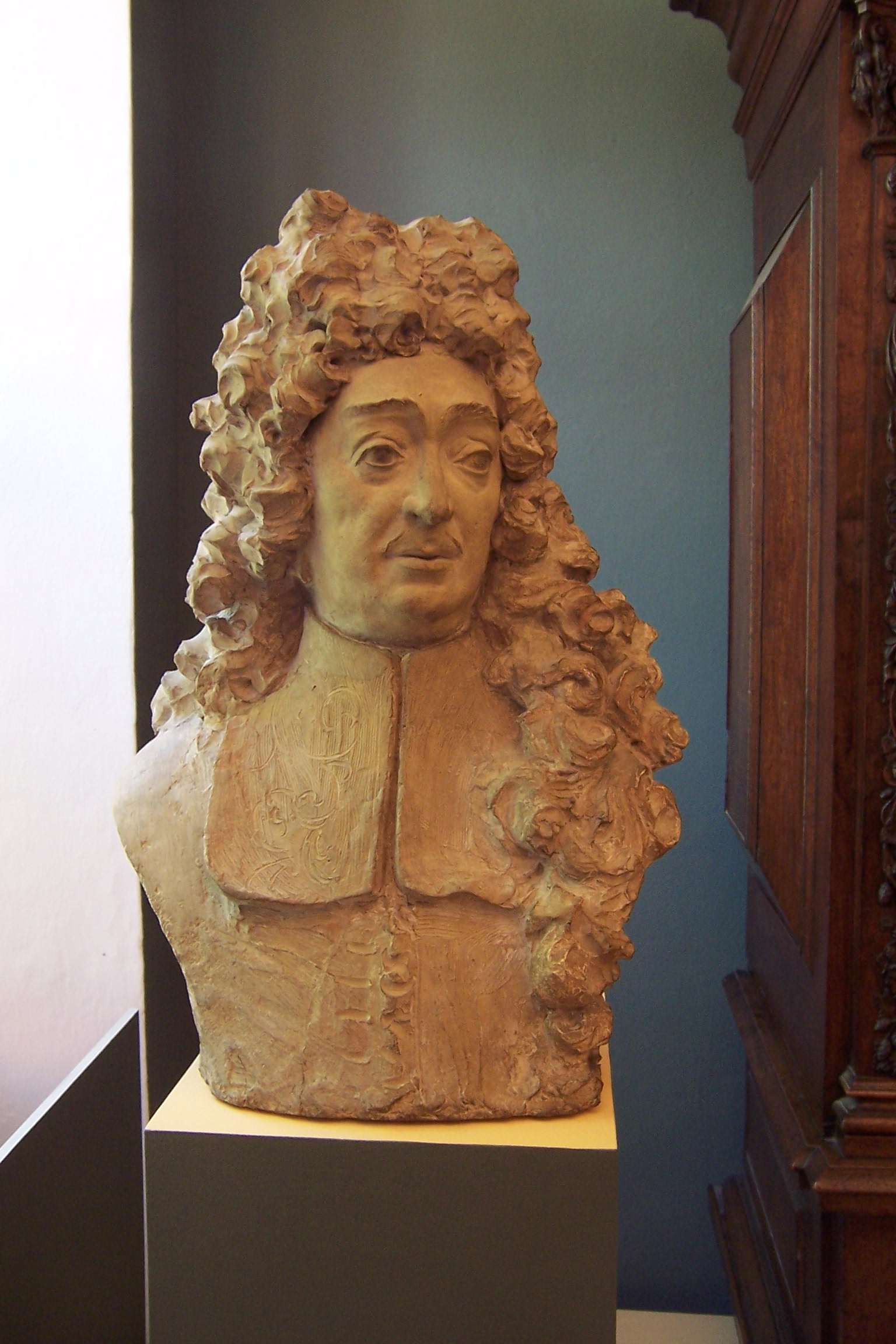
Boceto escultórico del busto de Thomas Fredenhagen, de Thomas Quellinus, antes de 1709.
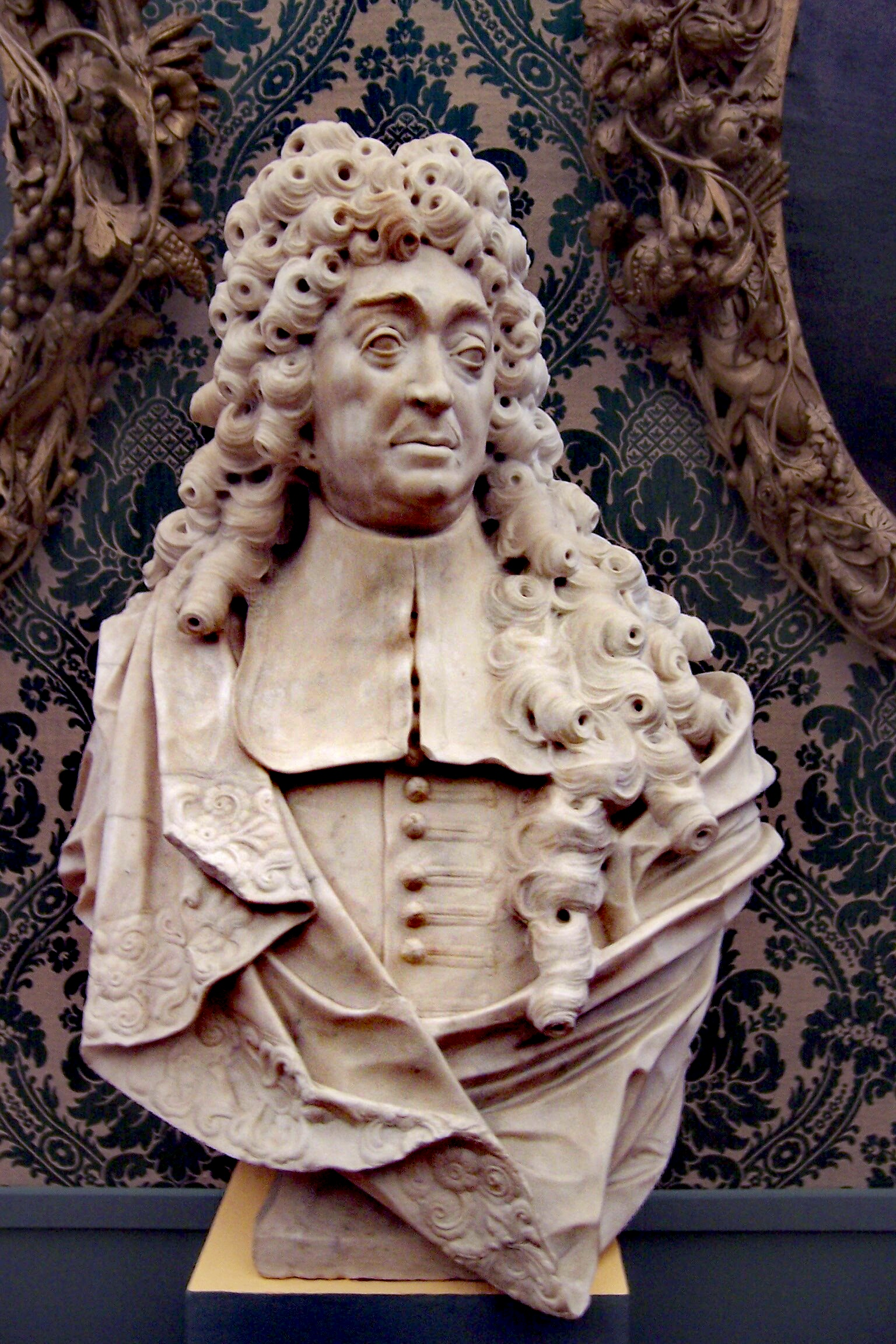
Obra final.
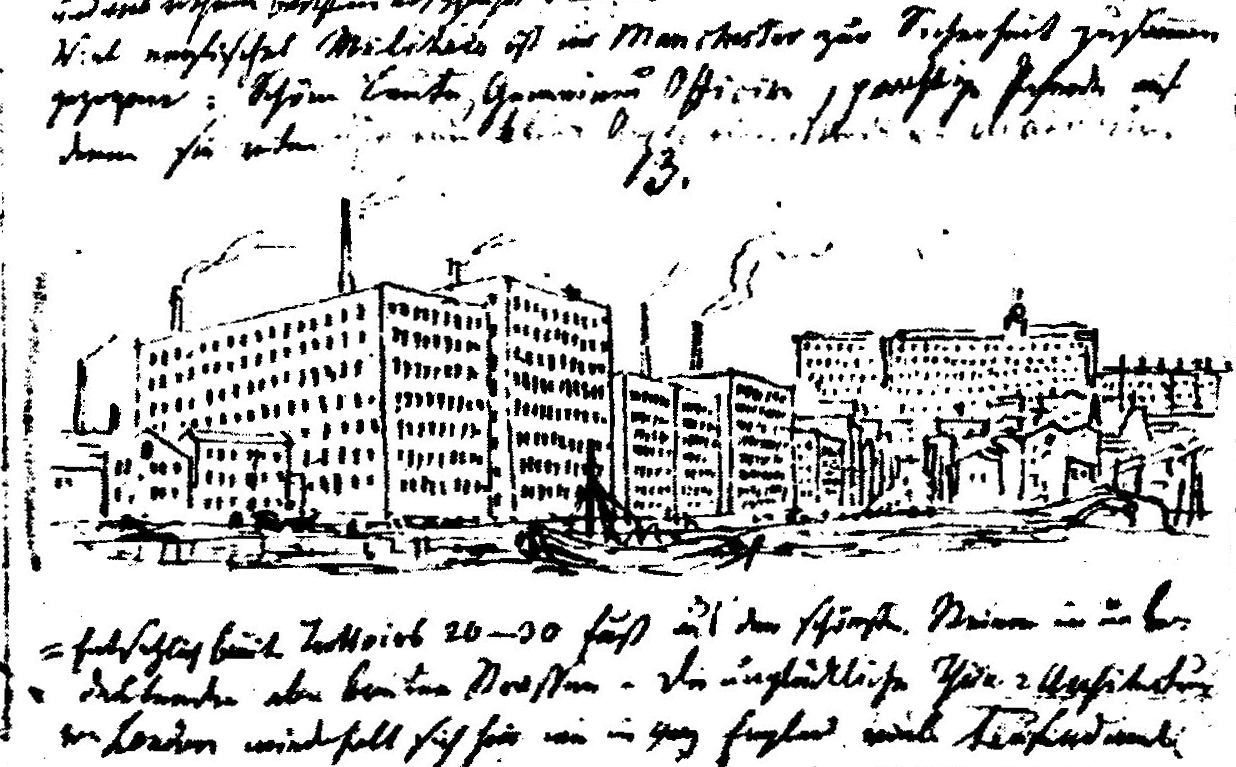
Apunte en el cuaderno de notas de viaje de Karl Friedrich Schinkel representando unos edificios industriales alineados a lo largo de los muelles de la ciudad de Manchester, antes de 1841.
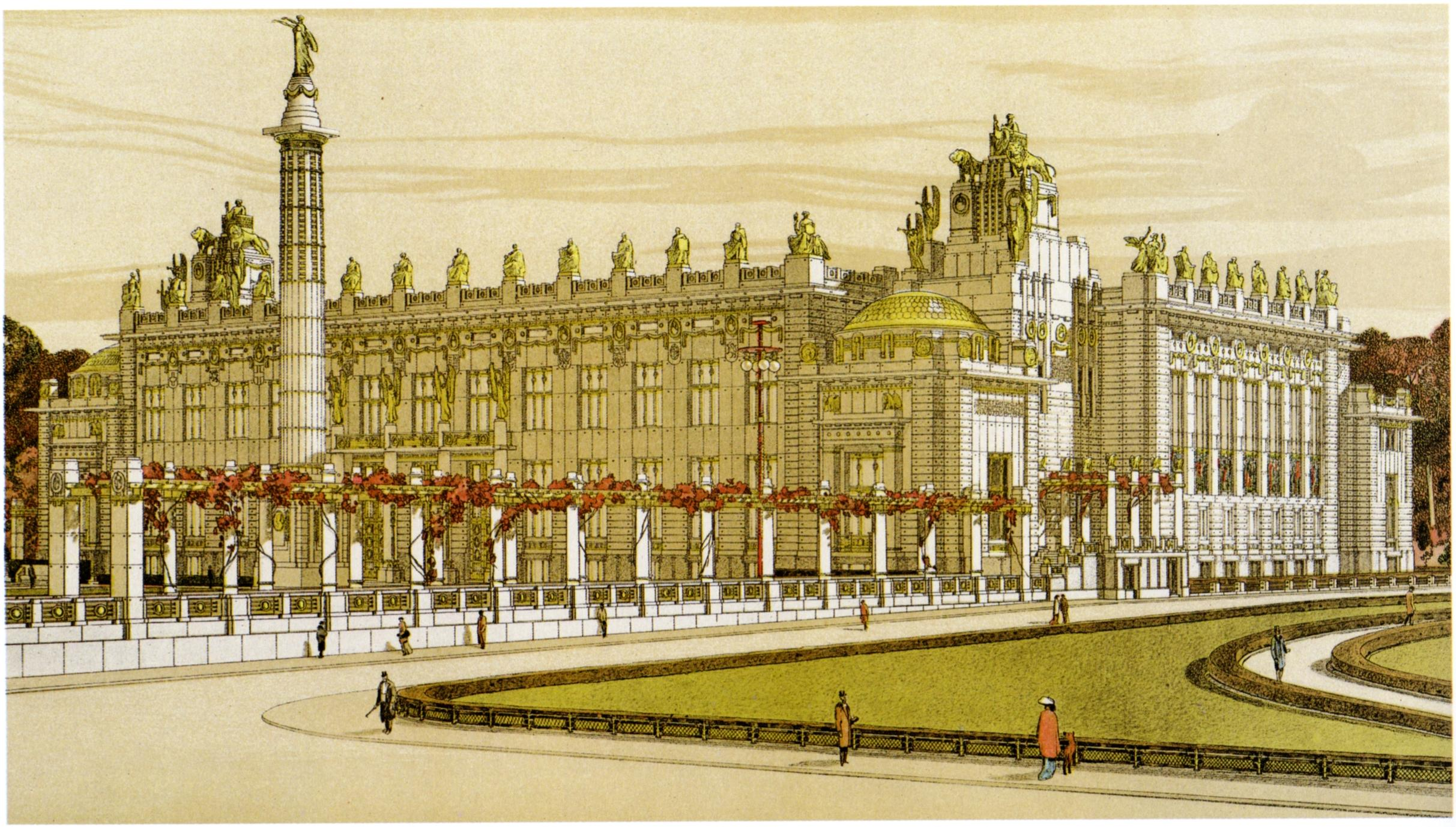
Boceto arquitectónico de Otto Wagner para el concurso del Palacio de la Paz de La Haya, 1905.

## Pintura
Los dibujos previos que se dan ya por suficientemente trabajados como para servir de base a la obra definitiva, son denominados "cartones", especialmente en la técnica de la pintura al fresco, donde se pasan a la pared midiendo, o pinchando a lo largo de las líneas del boceto, de manera que se obtiene, ya en el muro, un dibujo a puntos que se completa uniéndolos para reproducir las líneas. También se utilizan cartones para tapices o para los cuadros de gran formato.

### Apunte del natural
Los apuntes tomados "del natural", es decir, frente a un modelo (que puede ser también un modelo humano), son la práctica más habitual del aprendizaje artístico, y constituyen también una práctica muy común en la actividad cotidiana de los pintores. Además de los apuntes que toman de modelos en su taller (pintura de gabinete), muchos de ellos suelen trabajar sobre "cuadernos de pintor" o "cuadernos de artista" (equivalente al cuaderno de campo de ciertos científicos) que llevan a todas partes para tomar notas de cualquier imagen que por alguna razón quieran retener, además de apuntar las que les produce su imaginación.

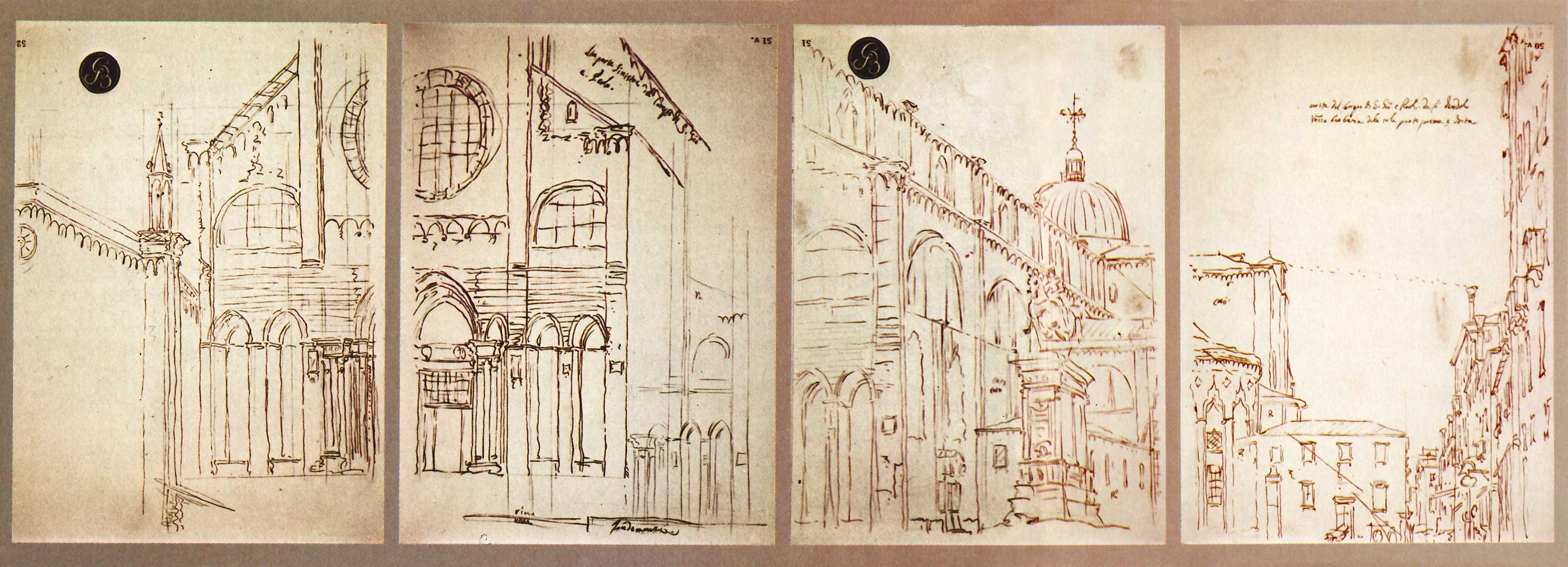
Canaletto: Basílica de los santos Giovanni e Paolo, en Venecia. Bocetos obtenidos mediante una cámara oscura.

## Cómic
En historieta, el boceto el inicio de lo que sería su fase gráfica de producción: El dibujante recibe el guion del guionista y siguiendo las anotaciones escritas en este, dibuja las páginas del cómic. Sin embargo, antes de dibujar las páginas definitivas de la obra, el propio dibujante debe reflexionar varias veces sobre la historia y sobre cómo reflejarla. En ocasiones este trabajo depende enteramente del dibujante, otras veces, sin embargo, también es posible que el guionista deseara una interpretación concreta, en cuyo caso, esto se refleja en el propio guion.
En cualquier caso, el dibujante sigue teniendo libertad suficiente a la hora de plasmar gráficamente el guion como para no ser capaz de sacar el mayor partido posible a sus habilidades a la primera. Para ello, el artista debe realizar una serie de bocetos que reflejen la historia. Normalmente, son representaciones gráficas burdas, llenas de anotaciones a mano, flechas de movimiento, líneas y símbolos que solo tienen sentido para el propio dibujante.
Un buen proceso de bocetaje, con diversas remesas de borradores, es clave para obtener un buen resultado a la hora de dibujar un lápiz final. El borrador final que el dibujante considere el mejor o el más apropiado, no sólo le permite esquematizar su trabajo, también le permite no trabajar de memoria y centrarse más en obtener un buen acabado en la obra a la hora de realizar la página definitiva que se denomina 'lápiz final', ya mencionado anteriormente.

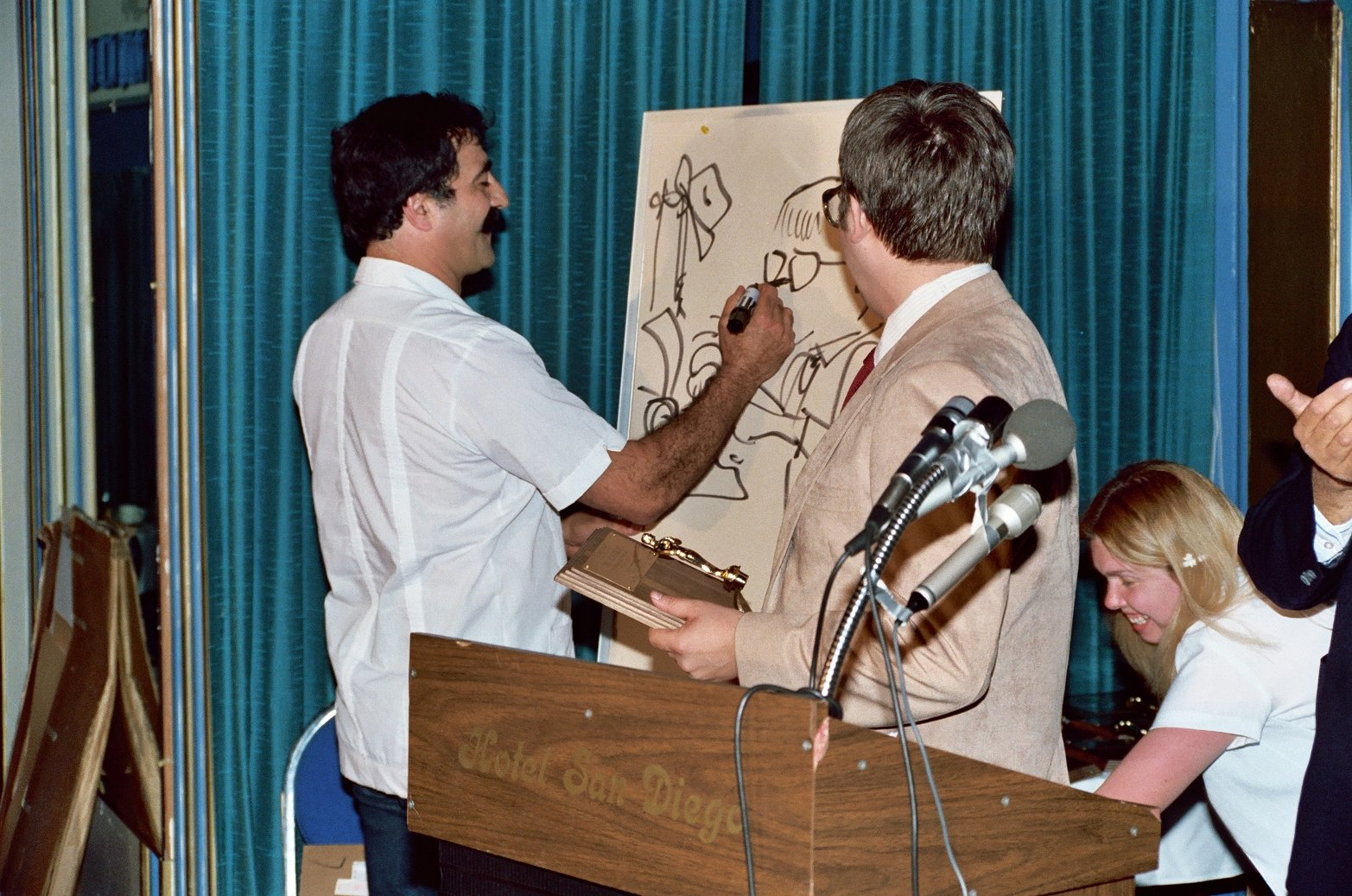
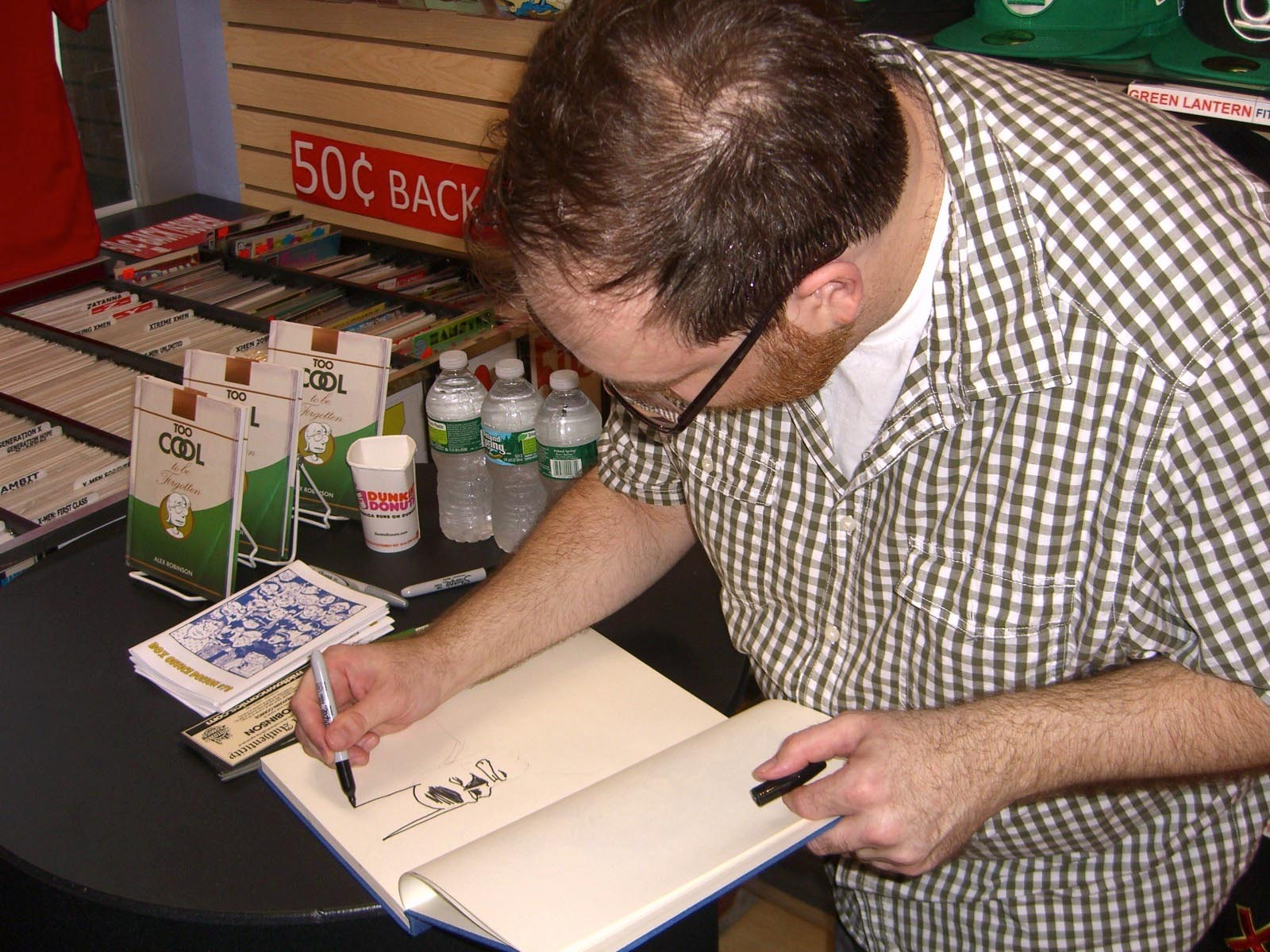
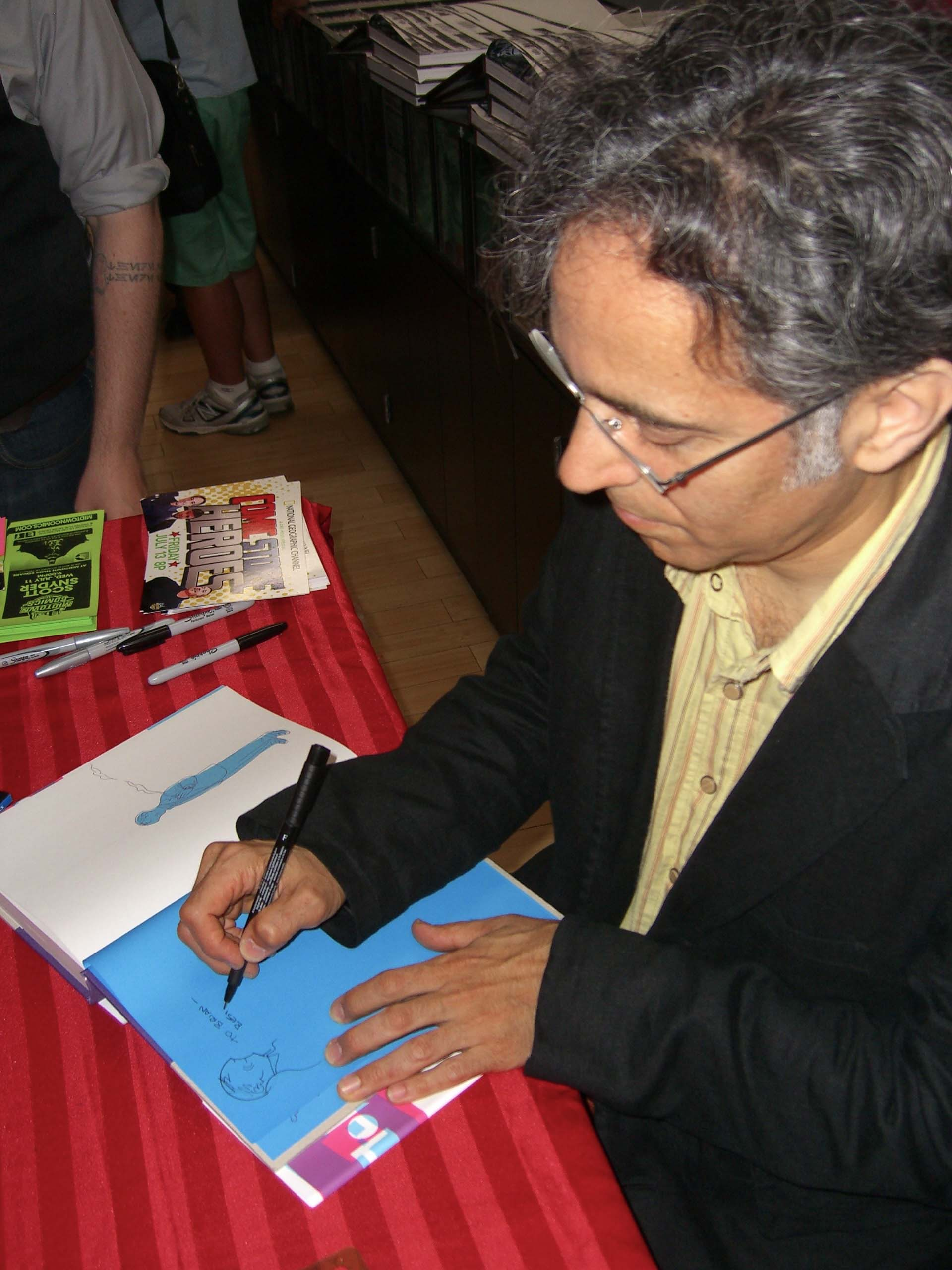
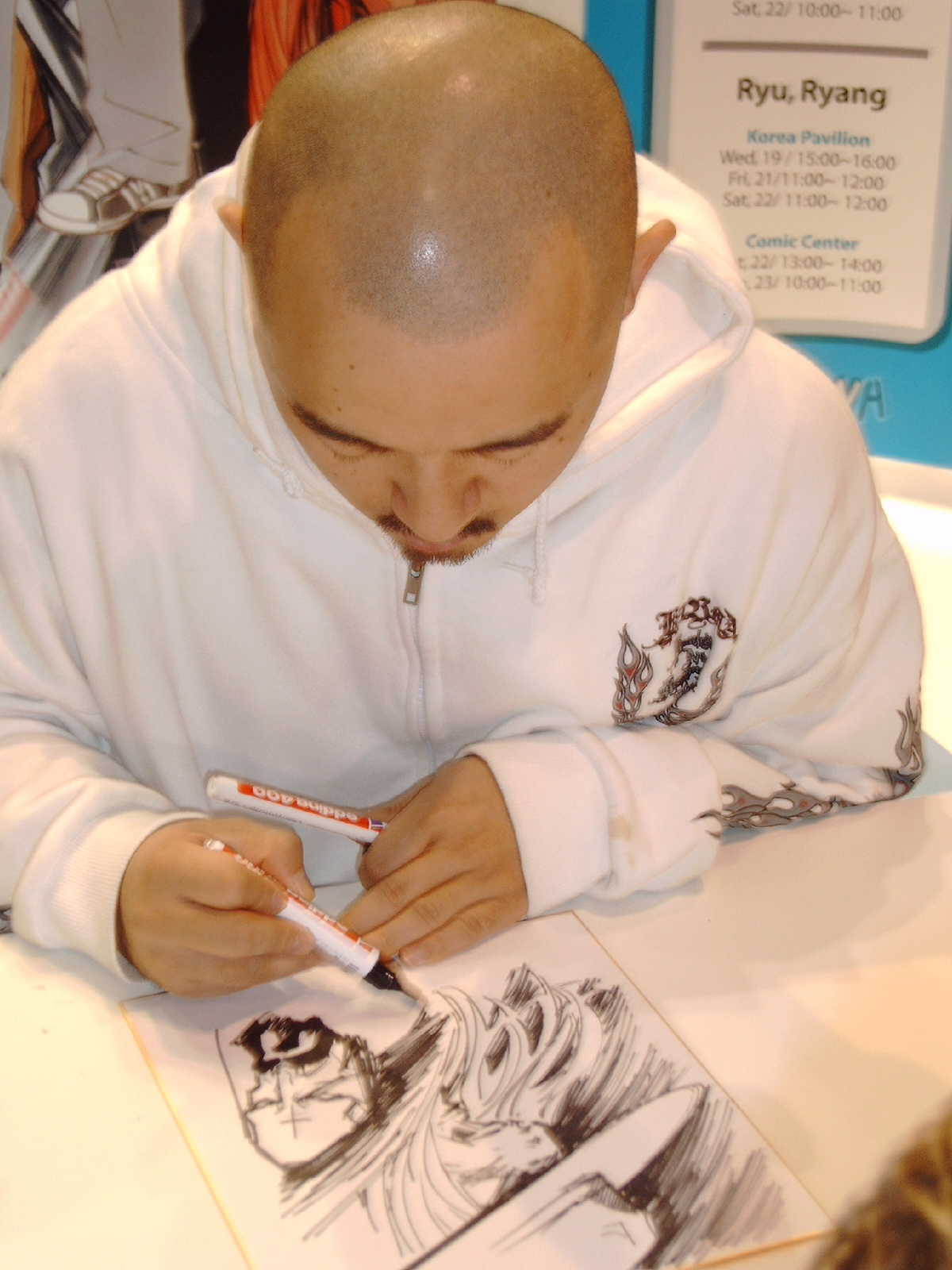

El boceto de cómic se encuentra clasificado en tres formas: burdo, comprensivo y dummy.[cita requerida]
Boceto burdo: Es la primera idea que visualizamos en la mente y la dibujamos a mano sobre cualquier papel y sin ningún contenido técnico. Su finalidad es plasmar las ideas que se tienen acerca del trabajo a desarrollar.
Boceto comprensivo: Aquí las ideas se van ajustando para hacerlas más comprensibles y de mayor calidad, se utilizan para su elaboración instrumentos técnicos para delimitar los espacios que ocuparán los textos y las fotografías e ilustraciones.
Boceto dummy: Boceto de arte final que alcanza un alto nivel de calidad y composición mecánica de todos los elementos visuales que se usarán en la reproducción, como fotografías, esquemas en color, tipografía sugerida e incluso el papel que se utilizará en la reproducción final.

## Galería
|                                                                                |
| Tres bocetos en sepia para un monumento ecuestre, Leonardo da Vinci 1508-1510. |

| |
| Boceto a la pluma y tinta sobre una idea de máquina voladora con rotor espiral, del mismo Leonardo. |

|                                                                |
| Boceto de cabeza con yelmo de desfile, Miguel Ángel, ca. 1500. |

|                                                                                          |
| Boceto a la tinta de dos mujeres enseñando a andar a un niño, Carel Fabritius, ca. 1640. |

|                                                                        |
| Boceto a lápiz y tinta de la Piazetta de Venecia, Canaletto, ca. 1730. |

|                                                                    |
| El Pasha, boceto a la tinta de Jean-Honoré Fragonard, siglo XVIII. |

|                                                     |
| Boceto al óleo de nubes, John Constable, 1821-1822. |

|                                                 |
| Boceto a lápiz de paisaje, Camille Corot, 1870. |

|                                                                 |
| Nocturene-Battersea Bridge, boceto al pastel de Whistler, 1872. |

|                                                            |
| Le Bouchon, boceto a lápiz y tinta de Édouard Manet, 1878. |

|                                                                                     |
| Joven en una barca, boceto a lápiz, tinta y acuarela, Pierre-Auguste Renoir, 1870s. |

|                                                                              |
| Boceto al pincel de tinta con aguada de un paisaje, Paul Cézanne, 1888-1890. |

|                                                                            |
| Child in a hat with a black rosette, boceto al óleo de Mary Cassatt, 1910. |

|                                                                                    |
| Boceto al pincel de tinta con aguada de un desnudo reclinado, Lajos Tihanyi, 1910. |

|                                                                                    |
| Joven arrodillada en el mar, boceto a lápiz y acuarela de Theo van Doesburg, 1918. |

|                                                                                            |
| Dos bocetos a la tinta de Krishna tocando la flauta, van Doesburg, comienzos del siglo XX. |

|                                                                |
| Boceto de desnudo masculino a lápiz negro, Egon Schiele, 1918. |

|                                                              |
| Boceto a la acuarela de un paisaje, de John Weeks, ca. 1950. |

| |
| Boceto de tribunal o de sala de juicios tomado durante el proceso a los Black Panther en New Haven,-New Haven Black Panther trials- de Robert Templeton, 1971. |

|                                      |
| Boceto digital de piedras Zen, 2011. |